# Mirzaganj
Mirzaganj (en bengali : মির্জাগঞ্জ) est une upazila du Bangladesh dans le district de Patuakhali. En 1991, on y dénombrait 110 763 habitants.